# Telefunken 341WL

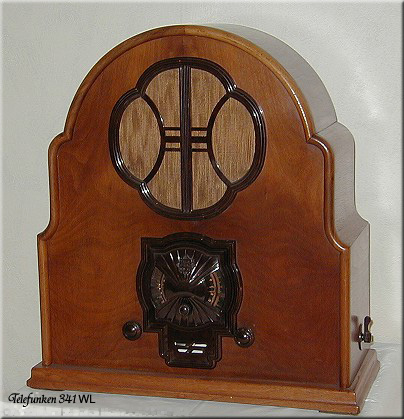
Telefunken 341WL, Spitzname „Katzenkopf“

Bei dem Telefunken 341WL handelt es sich um einen Röhren-Radioempfänger aus einer kleinen Serie von Radiogeräten der Firma Telefunken, die in den Jahren 1931–1932 produziert worden ist. Die Geräte dieser Serie bekamen den Spitznamen Katzenkopf wegen der Form der Skala aus Bakelit, welche entfernt an den Kopf einer Katze erinnert.
Aufgrund des ungewöhnlichen Charakters dieses Designs sind heute sämtliche Ausführungen bzw. Modelle dieser Geräteserie bei Sammlern alter Röhrenradios sehr begehrte Sammelobjekte.